# Zhuosesia
Zhuosesia is een geslacht van vlinders uit de familie wespvlinders (Sesiidae), onderfamilie Sesiinae.
Zhuosesia is voor het eerst wetenschappelijk beschreven door Yang in 1977. De typesoort is Zhuosesia zhuoxiana.

## Soort
Zhuosesia omvat de volgende soort:
- Zhuosesia zhuoxiana Yang, 1977